# Ologeni
Ologeni – wieś w Rumunii, w okręgu Prahova, w gminie Poienarii Burchii. W 2011 roku liczyła 1483 mieszkańców.